# Алессандро Геммерле
Алессандро Геммерле (30 липня 1993 , Фрауенфельд ) — австрійський сноубордист, олімпійський чемпіон 2022 року.

## Олімпійські ігри
| Рік  | Місто                     | Сноубордкрос |
| ---- | ------------------------- | ------------ |
| 2014 | Сочі, Росія               | 17           |
| 2018 | Пхьончхан, Південна Корея | 7            |
| 2022 | Пекін, Китай              | 1            |

## Чемпіонат світу
| Рік  | Місто                  | Сноубордкрос |
| ---- | ---------------------- | ------------ |
| 2013 | Стоунхем, Канада       | 6            |
| 2015 | Крайшберг, Австрія     | 5            |
| 2017 | Сьєрра-Невада, Іспанія | 11           |
| 2019 | Юта, США               | 16           |
| 2021 | Ідре, Швеція           | 2            |